# Donald DeGrood
Donald Edward DeGrood (ur. 14 lutego 1965 w Faribault) – amerykański duchowny katolicki, biskup Sioux Falls od 2020.

## Życiorys
Święcenia kapłańskie otrzymał 31 maja 1997 i został inkardynowany do archidiecezji Saint Paul i Minneapolis. Pracował głównie jako duszpasterz parafialny. W latach 2000–2004 był ojcem duchownym archidiecezjalnego seminarium, a w latach 2013–2017 pełnił funkcję wikariusza biskupiego ds. duchowieństwa.
12 grudnia 2019 papież Franciszek mianował go ordynariuszem diecezji Sioux Falls. Sakry udzielił mu 13 lutego 2020 arcybiskup Bernard Hebda.